# Kelsey Adrian
Kelsey Alexa Adrian (Langley, 5 ottobre 1989) è un'ex cestista canadese.

## Carriera
Con il Canada ha disputato i Campionati mondiali del 2006 e i Campionati americani del 2009.